# Trezzano Rosa
Trezzano Rosa – miejscowość i gmina we Włoszech, w regionie Lombardia, w prowincji Mediolan.
Według danych na rok 2004 gminę zamieszkiwało 3760 osób, 1253,3 os./km².